# North American X-10
North American X-10 (model RTV-A-5) — экспериментальный беспилотный летательный аппарат, по ряду параметров подпадающий под определение «реактивный самолёт» (наличие шасси и приземление на взлётно-посадочную полосу), хотя все образцы X-10 применявшиеся для лётных испытаний имели маркировку GM (guided missile — «крылатая ракета», «управляемый снаряд»).

## Описание
Разработан американской компанией North American. Первый полёт состоялся 13 октября 1953 года.
В X-10 использовался с целью получения аэродинамических данных при полёте на сверхзвуковой скорости, для отработки аэродинамической схемы стратегической крылатой ракеты SM-64 Navaho (с перспективой создания крупногабаритной и дальнобойной крылатой ракеты). Управлением летательного аппарата занимался оператор, находившийся на земле.
В 1957 году программа лётных испытаний North American X-10 была свёрнута по причине прекращения программы Navaho.

## ЛТХ
- Модификация — X-10
- Размах крыла, м — 8,58
- Длина, м — 21,64
- Высота, м — 4,42
- Масса, кг
  - пустого самолета — 10260
  - максимальная взлётная — 18430
- Тип двигателя — 2 х ТРД Westinghouse XJ40
- Тяга, кгс — 2 х 4536
- Максимальная скорость, км/ч — 2092
- Практическая дальность, км — 645
- Практический потолок, м — 13716

## Испытания
| Перечень пусков по программе лётных испытаний | Перечень пусков по программе лётных испытаний | Перечень пусков по программе лётных испытаний | Перечень пусков по программе лётных испытаний | Перечень пусков по программе лётных испытаний | Перечень пусков по программе лётных испытаний | Перечень пусков по программе лётных испытаний | Перечень пусков по программе лётных испытаний |
| № | дата и время                                  | № л.а.                                        | время, средняя скорость и высота полёта       | время, средняя скорость и высота полёта       | время, средняя скорость и высота полёта       | краткое описание | результат                                     |
| Пуски с авиабазы «Эвардс», пустыня Мохаве | Пуски с авиабазы «Эвардс», пустыня Мохаве     | Пуски с авиабазы «Эвардс», пустыня Мохаве     | Пуски с авиабазы «Эвардс», пустыня Мохаве     | Пуски с авиабазы «Эвардс», пустыня Мохаве     | Пуски с авиабазы «Эвардс», пустыня Мохаве     | Пуски с авиабазы «Эвардс», пустыня Мохаве | Пуски с авиабазы «Эвардс», пустыня Мохаве     |
| --- | --------------------------------------------- | --------------------------------------------- | --------------------------------------------- | --------------------------------------------- | --------------------------------------------- | --- | --------------------------------------------- |
| 1 | 3 сентября 1953                               | GM-19307                                      | —                                             | н/д                                           | не взлетал                                    | рулёжное испытание | норма                                         |
| 2 | 29 сентября 1953                              | GM-19307                                      | —                                             | н/д                                           | не взлетал                                    | рулёжное испытание | норма                                         |
| 3 | 14 октября 1953                               | GM-19307                                      | 31,7                                          | 926 км/ч (M=0,75)                             | 20 900 футов (6400 м)                         | первый полёт | успешный                                      |
| 4 | 5 декабря 1953                                | GM-19307                                      | 35,3                                          | 901 км/ч (M=0,73)                             | 24 400 футов (7400 м)                         | | успешный                                      |
| 5 | 25 февраля 1954                               | GM-19307                                      | 38,3                                          | 852 км/ч (M=0,69)                             | 18 900 футов (5800 м)                         | | успешный                                      |
| 6 | 1 апреля 1954                                 | GM-19307                                      | 32,4                                          | 580 км/ч (M=0,47)                             | 38 700 футов (11 800 м)                       | | успешный                                      |
| 7 | 5 мая 1954                                    | GM-19308                                      | 72,5                                          | 951 км/ч (M=0,77)                             | 31 200 футов (9500 м)                         | | успешный                                      |
| 8 | 4 июня 1954                                   | GM-19308                                      | 34,7                                          | н/д                                           | 17 000 футов (5200 м)                         | шина левого колеса задней стойки шасси при посадке лопнула от избыточного давления, что привело к незначительным повреждениям аппарата | частично аварийный                            |
| 9 | 1 июля 1954                                   | GM-19308                                      | 8,3                                           | 741 км/ч (M=0,6)                              | 24 300 футов (7400 м)                         | аппарат потерял управляемость и разбился | аварийный                                     |
| 10 | 12 августа 1954                               | GM-19310                                      | 39,6                                          | 1605 км/ч (M=1,3)                             | 40 800 футов (12 400 м)                       | | успешный                                      |
| 11 | 3 сентября 1954                               | GM-19307                                      | 32,8                                          | 642 км/ч (M=0,52)                             | 15 380 футов (4690 м)                         | при посадке произошёл отказ приводов выдвижения шасси, что привело к незначительным повреждениям аппарата | частично аварийный                            |
| 12 | 28 сентября 1954                              | GM-19310                                      | 36,5                                          | 2272 км/ч (M=1,84)                            | 40 900 футов (12 500 м)                       | аппарат разбился при посадке | аварийный                                     |
| 13 | 7 декабря 1954                                | GM-19307                                      | 15,7                                          | 667 км/ч (M=0,54)                             | 23 250 футов (7090 м)                         | | успешный                                      |
| 14 | 16 декабря 1954                               | GM-19307                                      | 16,5                                          | 679 км/ч (M=0,55)                             | 21 500 футов (6600 м)                         | | успешный                                      |
| 15 | 22 февраля 1955                               | GM-19311                                      | 41,8                                          | 1222 км/ч (M=0,99)                            | 41 800 футов (12 700 м)                       | в полёте произошёл отказ обеих форсажных камер, имели место сбои радиокомандной линии управления, аппарат разбился при заходе на посадку | аварийный                                     |
| 16 | 11 марта 1955                                 | GM-19309                                      | 0,4                                           | н/д                                           | не взлетел                                    | аппарат взорвался во время разбега | аварийный                                     |
| 17 | 29 марта 1955                                 | GM-19307                                      | 20,3                                          | 667 км/ч (M=0,54)                             | 17 580 футов (5360 м)                         | | успешный                                      |
| Пуски с мыса Канаверал, Атлантический ракетный испытательный полигон |                                               |                                               |                                               |                                               |                                               | |                                               |
| 18 | 19 августа 1955                               | GM-19312                                      | н/д                                           | н/д                                           | н/д                                           | аппарат разбился при посадке | аварийный                                     |
| 19 | 24 октября 1955                               | GM-52-4                                       | н/д                                           | н/д                                           | н/д                                           | аппарат разбился при посадке | аварийный                                     |
| 20 | 3 февраля 1956                                | GM-52-1                                       | н/д                                           | н/д                                           | н/д                                           | первая посадка на взлётно-посадочную полосу | успешный                                      |
| 21 | 29 февраля 1956                               | GM-52-1                                       | н/д                                           | н/д                                           | н/д                                           | аэродинамические испытания и проверка аппарата на взлёт | успешный                                      |
| 22 | 20 марта 1956                                 | GM-52-1                                       | н/д                                           | н/д                                           | н/д                                           | проверка аппарата на приземление при больших углах атаки | успешный                                      |
| 23 | 24 апреля 1956                                | GM-52-2                                       | н/д                                           | н/д                                           | н/д                                           | проверка пикирования аппарата на цель на конечном участке траектории, аппарат потерял управляемость до захода в пике и разбился | аварийный                                     |
| 24 | 5 июня 1956                                   | GM-52-5                                       | н/д                                           | н/д                                           | н/д                                           | проверка работы автоматического навигационного устройства с посадкой на автопилоте | успешный                                      |
| 25 | 18 июля 1956                                  | GM-52-5                                       | н/д                                           | н/д                                           | н/д                                           | проверка работы навигационной автоматики | успешный                                      |
| 26 | 27 августа 1956                               | GM-52-1                                       | н/д                                           | н/д                                           | н/д                                           | проверка пикирования аппарата на цель на конечном участке траектории | успешный                                      |
| 27 | 21 сентября 1956                              | GM-52-6                                       | н/д                                           | н/д                                           | н/д                                           | проверка работы навигационной автоматики | успешный                                      |
| 28 | 24 октября 1956                               | GM-52-6                                       | н/д                                           | н/д                                           | н/д                                           | проверка работы навигационной автоматики | успешный                                      |
| 29 | 20 ноября 1956                                | GM-52-6                                       | н/д                                           | н/д                                           | н/д                                           | проверка работы навигационной автоматики и пикирования аппарата на цель | успешный                                      |
| Пуски в качестве воздушной мишени после завершения программы лётных испытаний |                                               |                                               |                                               |                                               |                                               | |                                               |
| 30 | 24 сентября 1958                              | GM-52-5                                       | н/д                                           | н/д                                           | н/д                                           | аппарат был использован в качестве воздушной мишени для беспилотного перехватчика «Бомарк»; после промаха перехватчика, аппарат совершил посадку, но разбился и сгорел выехав на большой скорости за пределы взлётно-посадочной полосы ввиду незахвата аварийного тормозного устройства | аварийный                                     |
| 31 | 13 ноября 1958                                | GM-19313                                      | н/д                                           | н/д                                           | н/д                                           | аппарат совершил посадку, но сгорел на взлётно-посадочной полосе после поломки аварийного тормозного устройства | аварийный                                     |
| 32 | 26 января 1959                                | GM-52-3                                       | н/д                                           | н/д                                           | н/д                                           | аппарат потерял управляемость и разбился на расстоянии 57 миль (92 км) от места запуска | аварийный                                     |
| Источники информации |                                               |                                               |                                               |                                               |                                               | |                                               |
| - United States Air Force Office of Information, "Index of Missile Launchings by Missile Program: July 1950—June 1960". Цит. по: Werrell, Kenneth P. The Evolution of the Cruise Missile. — Maxwell Air Force Base, Alabama: Air University Press, 1985. — P. 261-262 — 289 p. |                                               |                                               |                                               |                                               |                                               | |                                               |